# Халф-Три-Холлоу
Халф-Три-Холлоу (англ. Half Tree Hollow) — посёлок и самый маленький по площади район на острове Святой Елены.
Халф-Три-Холлоу является самым густонаселённым посёлком на острове, ведь его население достигает 1 034 чел, что больше чем у Джеймстауна, являющегося столицей острова Святой Елены.

## Этимология
Название «Half Tree Hollow» в переводе с английского языка означает «дупло на половину в дереве» . 

## География

Халф-Три-Холлоу на карте острова Святой Елены

Халф-Три-Холлоу находится в 17,2 км от аэропорта Святой Елены на вершине Лесничего холма и граничит с районами Джеймстаун и Сент-Паулс. Координаты Халф-Три-Холлоу: 15°56′00″ ю. ш. 5°43′12″ з. д..

## История
Лесничий холм, на котором находится Халф-Три-Холлоу был укреплён в конце 1700-х годов, впоследствии на котором был построен форт Лэддер-Хилл. Впервые холм был использован британской Ост-Индской компанией в качестве места казни с виселицей, видимой из Джеймстауна, для морального назидания населения. Первая дорога к холму была проложена в 1770-м году. 
Строительство укреплений стороны холма, смотревшей на море началось в 1790 году. В течение следующих десятилетий были построены другие укрепления. В 1815—1821 годах, когда Наполеон Бонапарт находился, в изгнании с острова Святой Елены на Лесничем холме был расквартирован 20-й пехотный полк. 
В начале 1820-х годов там ещё были построены дополнительные казармы и офицерские помещения. В 1829 году был построен фуникулёр, соединяющий форт Лэддер-Хилл и Джеймстаун. В 1871 году вагоны и рельсы были демонтированы и дорога была переделана в лестницу, которая широко известна как Лестница Иакова.

## Население
| 1998     | 2008       | 2021       |
| -------- | ---------- | ---------- |
| 910 чел. | 1 140 чел. | 1 034 чел. |